# Mateo Rubio Díaz
Mateo Rubio Díaz (Barcelona, España el 24 de enero de 1977) es un entrenador de baloncesto español que dirigió la Selección de baloncesto de Uruguay (2014). Se destaca por haber comenzado su carrera como entrenador a los tan solo 16 años y fue el técnico más joven (30 años) en dirigir un campeonato FIBA. Actualmente dirige al Club Bàsquet Cornellà de la Liga LEB Plata.

## Trayectoria deportiva

### España
Hasta los 22 años jugó al baloncesto en el puesto de Escolta en el AE Hospitalet y a los 16 años comenzó a dirigir las categorías formativas del Club. 

A partir de 1998 continúa su carrera como entrenador de formativas en el Club Bàsquet L'Hospitalet de las categorías Cadetes y Juveniles, además de participar como Ayudante técnico del equipo principal.
En el año 2000 obtiene el título de Entrenador Superior de Baloncesto.

En la temporada 2004-05 asume como entrenador del Club Bàsquet L'Hospitalet de la LEB Plata obteniendo el ascenso a la LEB Oro y elegido como mejor técnico del año 

Durante la temporada 2005-06 con el CB L'Hospitalet juega la LEB Oro llegando a los Play-off de ascenso a la Liga ACB de la Primera División de España.
Temporada 2006-07 continua como DT del equipo CB L'Hospitalet y en el verano de 2007 dirige la selección Campeonato Mundial de Baloncesto Sub-19 obteniendo el 6.º puesto
En la temporada 2007-08 ficha para Cantabria Baloncesto de la LEB Oro. La siguiente temporada 2008-09 regresa a CB L'Hospitalet de la LEB Plata llegando a la final de la copa al igual que la siguiente temporada 2009-10 de la mano del ADT Tarragona de LEB Plata llegando también a los Play-off por el ascenso a la LEB Oro.
En la temporada 2019-20, sería entrenador asistente del Fútbol Club Barcelona "B" de la Liga LEB Plata.
En la temporada 2020-21, se convierte en entrenador principal del Fútbol Club Barcelona "B" de la Liga LEB Plata.
En la temporada 2021-22, firma por el Club Bàsquet Cornellà de la Liga LEB Plata.

### Internacional
En 2012 es convocado a desarrollar categorías formativas y promocionar el baloncesto en Uruguay concretamente en los departamentos de Flores, Florida y Durazno.
Sobre la fecha 5.ª de la Liga Uruguaya de Básquetbol 2012-13 es contratado como director técnico por el Club Trouville obteniendo un impresionante récord de 15 victorias consecutivas todavía vigente en dicha liga, y eliminado en Play-off por el, a la postre campeón. La siguiente temporada Liga Uruguaya de Básquetbol 2013-14 renueva con Trouville.

En agosto de 2013 es contratado como Asistente técnico de la Selección Uruguaya y en diciembre de ese año asume como Director Técnico en jefe de dicha selección hasta mayo de 2014.

## Otros
Participa en la Elite Jove por más de 10 años, con jugadores como Pau Gasol, Juan Carlos Navarro entre otros

Dirige dos veces el Juego de las estrellas de la LUB